# 호두까기 인형과 생쥐 대왕

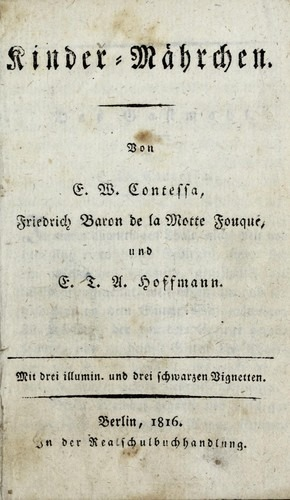
1816년 베를린에서 Inder Realschulbuchhandlung에 의해 Kinder-Mährchen, Children's Storys라는 컬렉션에서 최초로 출판되었다.

《호두까기 인형과 생쥐 대왕》(독일어: Nussknacker und Mausekönig)은 1816년에 E. T. A. 호프만이 발표한 작품이다. 표트르 차이콥스키의 발레 음악인 《호두까기 인형》과 2018년에 개봉된 영화 《호두까기 인형과 4개의 왕국》의 원작 된 작품이기도 하다.

## 줄거리
어느 날 슈탈바움(Stahlbaum) 가문에 7세 소녀 마리(Marie), 8세 소년 프리츠(Fritz)가 살고 있었다. 마리는 크리스마스 이브에 장난감 기술자인 드로셀마이어(Drosselmeyer)로부터 호두까기 인형을 선물로 받았지만 마리의 오빠인 프리츠는 호두까기 인형을 망가뜨리고 만다. 마리는 부서진 호두까기 인형에 붕대를 감고 침대에 놓았을 정도로 호두까기 인형을 돌봐준다.
그러던 중에 시계 종소리가 울리면서 갑자기 생쥐떼가 등장했고 호두까기 인형과 장난감들은 생쥐떼들을 상대로 전투를 벌이게 된다. 드로셀마이어는 마리에게 호두까기 인형에 관한 전설을 들려주게 된다. 옛날 어느 왕국에 사는 공주가 생쥐의 저주를 받아 흉측한 모습의 얼굴을 갖게 되었는데 청년이 호두를 깨물어 공주에게 건네주면서 공주는 원래 모습으로 돌아가게 된다. 그렇지만 생쥐 대왕은 청년을 못 생긴 호두까기 인형으로 만들었고 진심어린 사랑을 받아야 저주에서 풀릴 수 있다고 명령하게 된다.
얼마 뒤 호두까기 인형은 마리가 준 칼로 7개의 머리가 달린 생쥐 대왕을 물리쳤고 마리를 인형의 나라로 초대하게 된다. 다음날 아침에 잠에서 깨어난 마리는 인형의 나라의 모습이 잊혀지지 않았다. 드로셀마이어는 마리의 사랑이 자신의 저주를 풀어주었다고 이야기했으며 자신의 정체는 호두까기 인형의 모습을 했던 인형 나라의 왕자였음을 밝히게 된다.
다른 내용에 따라서는 마리가 '클라라'라는 이름으로 등장하기도 하며 마리가 누나(이 경우에는 마리는 9세가 된다), 프리츠가 남동생으로 등장한다.

## 우리말 번역
- 아르투시 샤이너·베르탈 그림, 최민숙 옮김, 비룡소, 2021년 5월 14일